# Roman Tarkowski
Roman Tarkowski (ur. 17 października 1912 w Posadzie Jaćmierskiej, zm. 30 stycznia 1999) – polski artysta rzeźbiarz, nauczyciel.

## Życiorys
Urodził się 17 października 1912 w Posadzie Jaćmierskiej w rodzinie od lat zamieszkującej w tej wsi . Miał czterech braci i dwie siostry (m.in. Władysław, Paweł, Ludwik, Zdzisław, Helena, Maryla). Jego rodzice zmarli przed 1949. Od 1918 uczył się w szkole w pobliskim Jaćmierzu. Wykazywał już wtedy zainteresowania artystyczne, w tym głównie w lepieniu z gliny, wobec czego miał chęć podjęcia nauki w szkole rzemiosł ojców Michalitów w Miejscu Piastowym. Ostatecznie jednak zdecydowano w rodzinie, że będzie się kształcił tak jak jego starszy brat w zawodzie kucharza, po czym podjął praktykę w dworze Kraińskich w Jabłonkach, z której zrezygnował po dwóch tygodniach. Następnie miał się kształcić dalej w szkole w Orzechówce z myślą o seminarium nauczycielskim. Ostatecznie za sprawą swojego wuja Koniecznego (kierownika szkoły w Klikuszowej) podjął naukę w Państwowej Szkole Przemysłu Drzewnego w Zakopanem . Uczył się tam w latach 1928-1932. W całym tym okresie należał do harcerstwa. Następnie w latach 1932-1934 kształcił się w Miejskiej Szkole Sztuk Zdobniczych i Malarstwa w Warszawie przy ul. Myśliwieckiej u boku dyrektora tej placówki, prof. Jana Szczepkowskiego. Po ukończeniu nauki tam pierwotnie planował podjęcie studiów na Akademii Sztuk Pięknych, jednak otrzymał powołanie do odbycia służby wojskowej i w 1935 służył w Szkole Podchorążych Rezerwy Piechoty przy 82 pułku piechoty w Brześciu. W tym czasie otrzymał stopnie starszego strzelca, a potem kaprala podchorążego. Na koniec pobytu w szkole otrzymał przydział do 83 pułku piechoty w Kobryniu, gdzie w kolejnych latach przebywał na ćwiczeniach. Po ostatnich z nich w latach 30. otrzymał mianowanie na podporucznika rezerwy piechoty.
Pod koniec 1935 przybył do Warszawy, gdzie podjął studia na Akademii Sztuk Pięknych, otrzymując w tym czasie zakwaterowanie i utrzymanie od swojego profesora Jana Szczepkowskiego, zamieszkującego w Milanówku. Zarabiał też jako asystent techniczny przy realizacji jego prac (m.in. brał udział w tworzeniu sarkofagu Marszałka Józefa Piłsudskiego). Od 1937, za wstawiennictwem prof. Szczepkowskiego, kontynuował studia na Wydziale Rzeźby Akademii Sztuk Pięknych w Krakowie, gdzie był uczniem Xawerego Dunikowskiego . W tym czasie mieszkał przy ul. Długiej 65.
W obliczu zagrożenia wybuchu konfliktu zbrojnego latem 1939 działał w szeregach Legii Akademickiej ASP (był zastępcą dowódcy obozu w Kamieniu). W okresie mobilizacji otrzymał powołanie na ćwiczenia wojskowe do 39 pułku piechoty w Jarosławiu. Stamtąd został skierowany do Lubaczowa, gdzie objął stanowisko oficera służbowego jednostki, a dalej został wysłany z żołnierzami koleją w stronę Tarnowa. Po wybuchu II wojny światowej w trwającej kampanii wrześniowej 1939 zmuszony opuścić transport pociągiem pokonał drogę marszem, dotarł do rodzinnym stron w okolicach Brzozowa. Tam nie udało mu się przeprawić przez rzekę San na wschód, jako wraz z towarzyszami fbrał udział w potyczce z Niemcami, on sam został ranny i następnie był leczony w niemieckim szpitalu w Krośnie (groziła mu amputacja prawej nogi). Następnie przebywał w szpitalu w Sanoku oraz tymczasowo przez tydzień w tamtejszym więzieniu. Od początku stycznia 1940 przez sześć miesięcy był leczony w Szpitalu Św. Łazarza w Krakowie. Po wprowadzeniu obowiązku rejestracji oficerów rezerwy wyjechał z Krakowa i wrócił do rodzinnej Posady Jaćmierskiej. Tam zaangażował się w działalność Związku Walki Zbrojnej (od 1942 Armii Krajowej), a spotkania ze swoim dowódcą w stopniu podpułkownika odbywał w ASP w Krakowie, gdzie często podróżował podczas trwającej okupacji niemieckiej. W działalności konspiracyjnej współdziałał z zamieszkującym nieopodal Józefem Stachowiczem, pomagał też Żydom do czasu ich zamknięcia w getcie w 1942. Jako student został autorem wizerunku orła polskiego na stronie tytułowej pisma Oddziału Sanockiego Armii Krajowej „Przegląd Tygodniowy”, redagowanego przez Jana Radożyckiego. Wobec zagrożenia aresztowaniem i rewizjami czasowo ukrywał się w Górkach do wiosny 1944, kiedy powrócił do rodzinnej wsi. W czasie nadejścia frontu wschodniego latem 1944 chronił się z rodziną w Humniskach. Po zakończeniu wojny odczuwał skutki odniesionej kontuzji, poruszał się o lasce, doznał 50% inwalidztwa.
W 1945 postanowił kontynuować przerwane przez wojnę studia na krakowskiej ASP . Ponownie trafił do pracowni prof. Dunikowskiego, której został gospodarzem. W 1946 ukończył studia na Wydziale Rzeźby ASP w Krakowie z wyróżnieniem i nagrodą, uzyskując wydawane wtedy wyłącznie absolutorium. W następnym roku bez powodzenia kandydował na stanowisko asystenta-instruktora od technik rzeźbiarskich w pracowni Dunikowskiego, pierwotnie obiecującego mu tę posadę, po czym odszedł z ASP. W tym samym 1947 roku zastąpił na stanowisku Jerzego Bandurę i podjął pracę w Państwowym Liceum Sztuk Plastycznych w Krakowie (na roku ulic Urzędniczej i Lea - potem Dzierżyńskiego, od 1969 przy ul. Mlaskotów). Do 1982 wykładał tam rzeźbę (obecnie jest to Zespół Państwowych Szkół Plastycznych w Krakowie) . Od końca lat 40. prowadził samodzielną działalność artystyczną w dziedzinie rzeźbiarstwa. Od 1950 do 1958 działał w urządzonej przez siebie pracowni w ogrodzie przy ul. Batorego 12. Na podstawie rzeźby pt. „Nasza młodość”, uznanej za pracę dyplomową, w 1956 otrzymał dyplom na Wydziale Rzeźby ASP, gdzie jednocześnie uznano jego kilkuletnią aktywność twórczą . Po 30 latach pracy w szkolnictwie artystycznym z dniem 1 września 1977 odszedł na emeryturę, aczkolwiek w późniejszym czasie nadal wykładał w Liceum w godzinach nadliczbowych aż do 1983.
Na przestrzeni lat brał udział w wielu wystawach (w tym indywidualnych) i konkursach, otrzymywał stypendia (m.in. z Ministerstwa Kultury i Sztuki), należał do krakowskiego Okręgu Związku Polskich Artystów Plastyków i był działaczem tej organizacji, w tym w Zarządzie Głównym. Organizował wystawy, był laureatem nagród. Rzeźbił w drewnie, gipsie, metalu, żelazo-betonie . Jako główne zainteresowanie w swojej twórczości artysta wskazał człowieka i współczesne życie. Jego prace były przedstawiane m.in. w Muzeum Historycznym w Sanoku (na wystawach w 1964 i 1978 , w 1982). Do tej placówki w latach 1981-1982 przekazał ponad 50 swoich prac, pochodzących z lat 1948-1980. Będąc na emeryturze twórczej nadal oddawał się rzeźbiarstwu. W 1976 został członkiem zarządu krakowskiego oddziału Towarzystwa Rozwoju i Upiększania Miasta z Sanoka. W 1977 otrzymał nominację na rzeczoznawcę dzieł sztuki w Ministerstwie Kultury i Sztuki. Do 1990 jego dzieła przedstawiono łącznie na 134 wystawach (z tego 13 indywidualne, 12 zagraniczne). Poza Muzeum Historycznym w Sanoku prace Romana Tarkowskiego trafiły też do Muzeum Narodowego w Krakowie, Muzeum Narodowego w Poznaniu, Muzeum Narodowego w Szczecinie, Galerii Współczesnej w Rzeszowie, Ministerstwie Kultury i Sztuki.

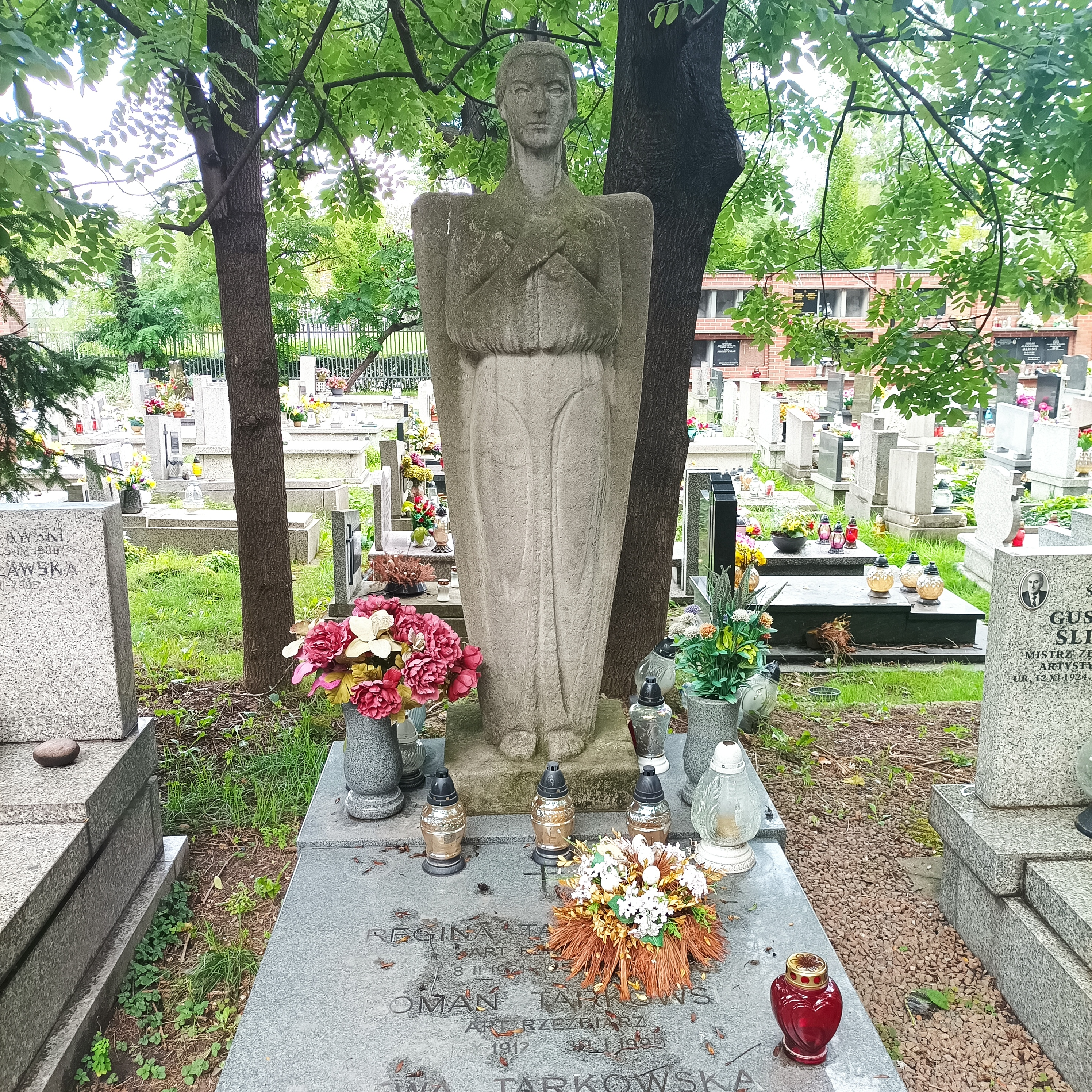
Grobowiec rodzinny Romana Tarkowskiego na cmentarzu Rakowickim

Została wydana publikacja pt. Roman Tarkowski. Rzeźba (1980). Roman Tarkowski wydał książki: Metodyka nauczania rzeźby w liceum sztuk plastycznych: (próba uogólnienia doświadczeń własnych) (1977) i Kartki ze wspomnień (1992).
Od 15 sierpnia 1948 był żonaty z Reginą Strupińską, pochodzącą z Grodna, którą poznał jako studentkę w pracowni ASP (zm. 1979). Miał z nią syna Jana (ur. 1949, absolwent Wydziału Chemii UJ). Wraz z rodziną od 1959 zamieszkiwał przy ul. Chopina. Był spowinowacony z Kazimierzem Wnękowskim (ożenił się on z jego kuzynką). Zmarł 30 stycznia 1999 . Został pochowany na cmentarzu Rakowickim w Krakowie (kw. CI-VI-8).

## Twórczość
Prace Romana Tarkowskiego:
- „Głowa studenta” (1949)[63]
- „Krysia II”[41]
- „Łyżwiarze”[64]
- „Dzięcioły”[64]
- „Matka”[65]
- „Nasza młodość”[41]

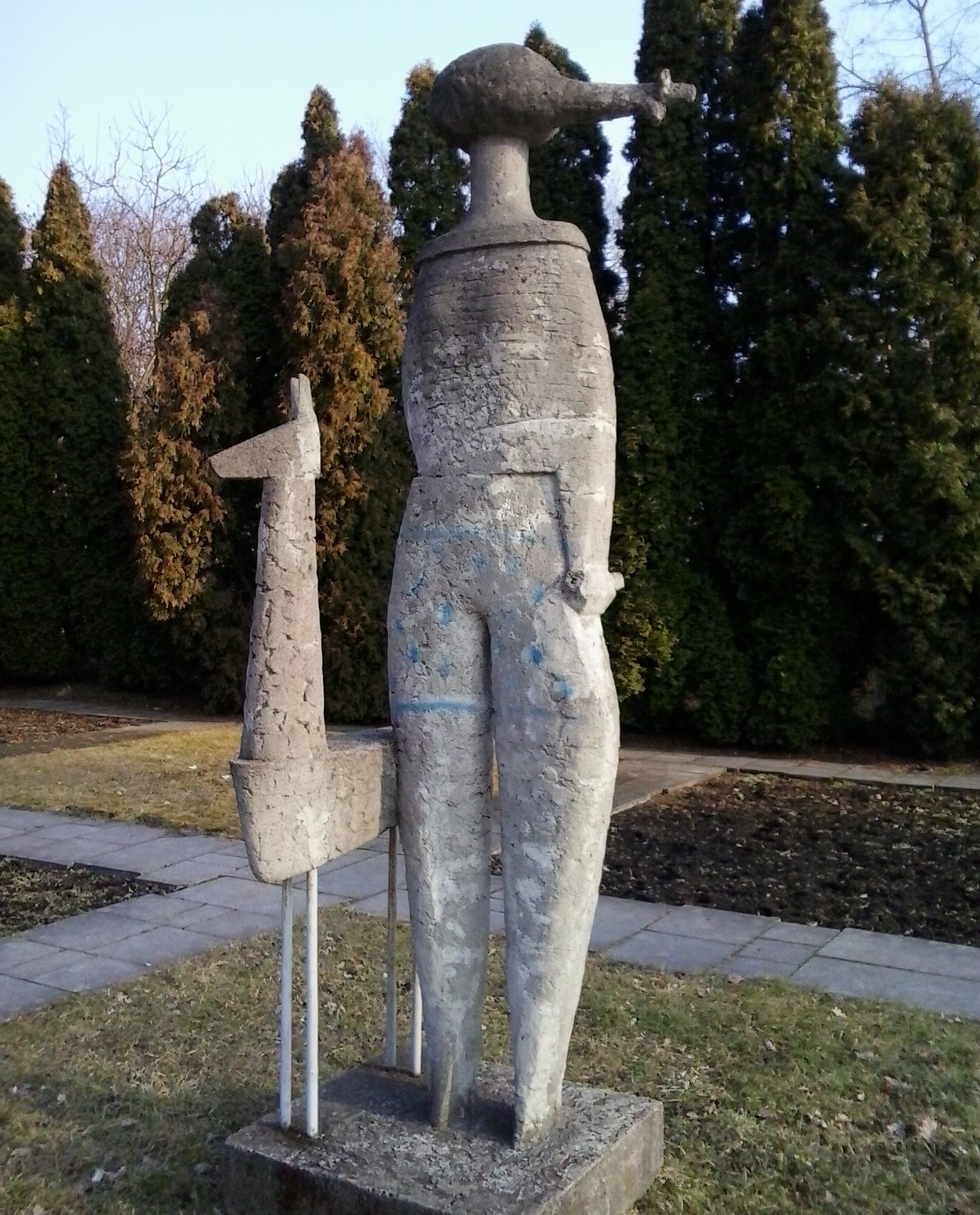
Rzeźba „Niedziela” w Poznaniu

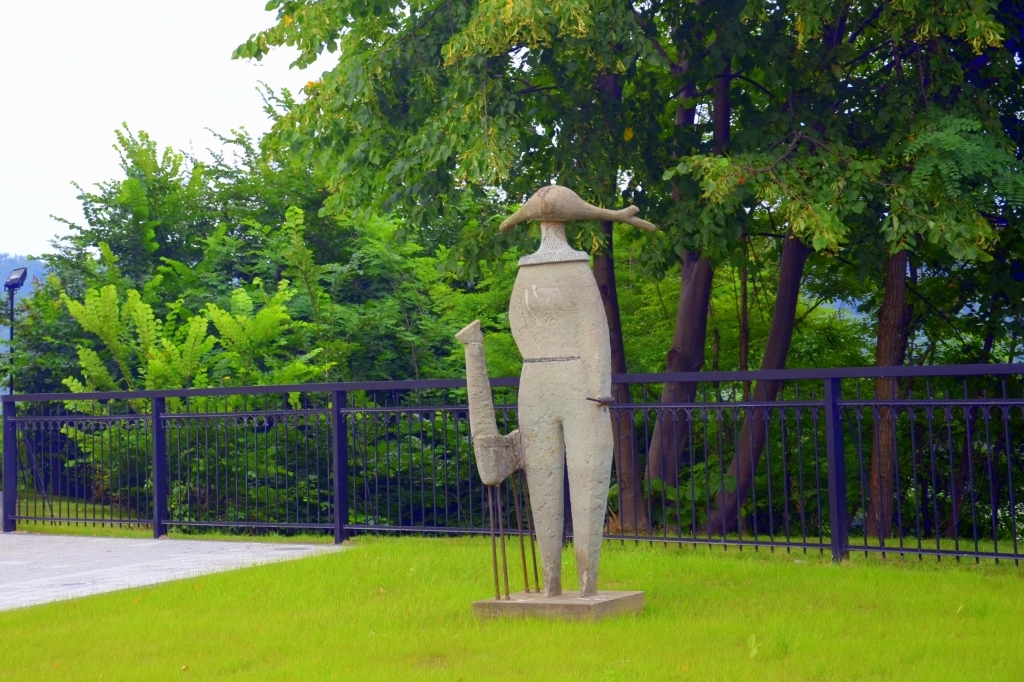
Rzeźba „Diana” w Sanoku

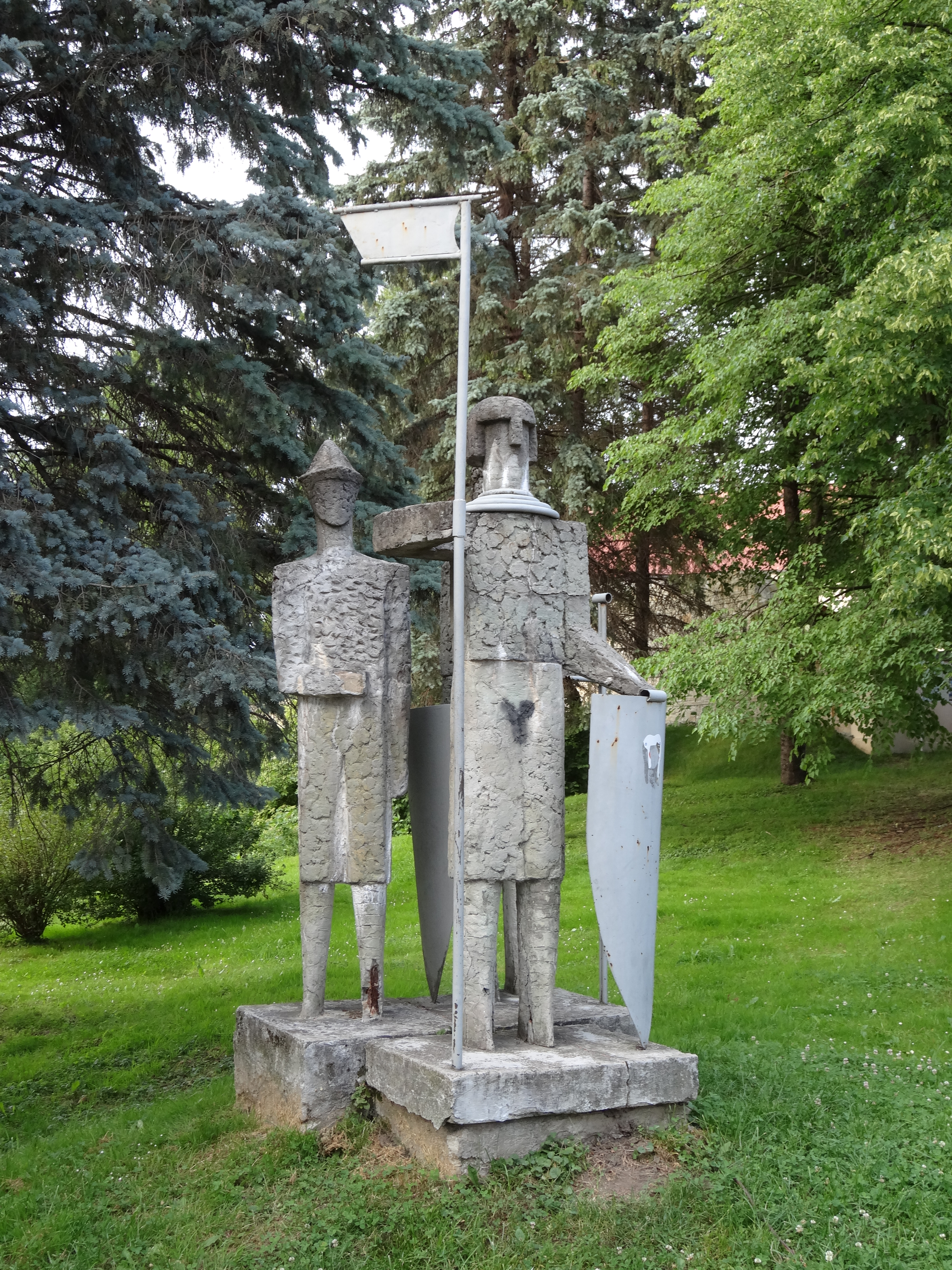
Rzeźba „Woje” w Sanoku

- „Portret studenta” (drewno)[4]
- „Jaskółka” (beton)[4]
- „Portret muzyka” (opiłko-beton, 1956)[4][66]
- „Głowa ucznia”[41]
- „Portret ucznia II” (1957)[66]
- „Bożena” (brąz, 1957)[4][67]
- „Śnieżki” (metal)[4][64]
- „Wytworna” (żelazo-beton)[4]
- płaskorzeźba 1000-lecia miasta Przemyśla (gips)[4]
- rzeźba Madonny przy kościele Niepokalanego Poczęcia Najświętszej Maryi Panny w Humniskach (ok. 1957)[64]
- tablica 1000-lecia miasta Przemyśla (brąz, ok. 1960)[68]
- „Czarna dziewczyna” (drewno, 1961)[66]
- „Macierzyństwo” (beton patynowany, 1961)[66]
- rzeźba Madonny przy cmentarzu w Żywcu (1961)[68]
- tablica upamiętniająca Zygmunta Wróblewskiego (granit, brąz) w LO przy ul. Bogatki[69]
- „Tancerka w kole” (żeliwo, 1963)[66]
- tablice umieszczone na budynku szkoły podstawowej w Jaćmierzu: upamiętniająca Stanisława Haducha (1964)[45][70], upamiętniająca Józefa Stachowicza (odsłonięta w 1991)
- płaskorzeźba Grzegorza z Sanoka (1964)[65]
- medal 600-lecia Uniwersytetu Jagiellońskiego (brąz, 1964)[66]
- rzeźba na cmentarz w Szczawnicy (1967)[71]
- „Ptaki” (szkoło i beton, 1967)[66]
- „Ptaki” (szkoło i beton, 1967)[66]
- „Diana z sarenką” (żelazo-beton, 1968), jako rzeźba plenerowa umieszczona przy pierwotnie umiejscowiona na placu św. Jana, gdzie do pocz. lat. 80. była obiektem wandalizmów[72][73], na początku XXI wieku przeniesiona na miejsce w otoczeniu tamtejszego Zamku Królewskiego.
- Pomnik Komediantów w Krakowie (1969)[74]
- „Niedziela” – rzeźba plenerowa z 1970, przedstawiająca dziewczynkę z sarną, umieszczona na obszarze Parku Cytadela w Poznaniu
- „Don Kichot” (żeliwo, 1972)[66]
- „Ptaki II” (żeliwo, 1972)[66]
- „Lot” (aluminium, 1973)[66]
- „Kolarze” (1973)[75]
- Medal „40-lecie Muzeum Historycznego w Sanoku” (brąz, wersja dla MH i dla Sanoka), wybity w 1974[76][77].
- „Woje”, jako rzeźba plenerowa umieszczona przy ulicy Zamkowej w Sanoku w czerwcu 1975 z okazji Dni Kultury Oświaty, Książki i Prasy (powszechnie znana jako „Lech, Czech i Rus”)[78][13];
- medal i plakieta Juliana Goslara, wykonane dla Sanoka (1976)[76]
- tablica upamiętniająca Grzegorza z Sanoka (brąz, 1976, wymiary 90x60cm), odsłonięta w 500. rocznicę jego śmierci, 30 maja 1977 na budynku Zajazdu przy ul. Zamkowej 2 w Sanoku[79][80][81][82][83][84]. Z okazji tych obchodów przekazał miastu także popiersie Grzegorza z Sanoka[51] i zaprojektował specjalną plakietę (z herbem Sanoka na rewersie)[85] oraz kartę pocztową wydaną przez Ministerstwo Łączności[86][87][88]
- „Madonna z Dzieciątkiem” (beton patynowany)[66]
- „bez tytułu” (mozaika-beton, 1981)[66]
- „Kompozycja I” (łusko-beton patynowany)[66]
- medal 50-lecie Muzeum Historycznego w Sanoku (1983)[89]
- portret red. Krystyny Zbijewskiej (beton patynowany, 1985)[66]
- portret malarki Marii Markowskiej (beton patynowany, 1987)[66]
- „Polak z Obozów Zagłady 1939-1945” (gips patynowany)[66]
- „Zagrożeni” (gips patynowany, 1987)[66]
- rzeźby plenerowe w Parku Krakowskim: „Ewa Kolorowa” (szkło i beton, 1958)[66], „Nie jestem sama”, „Frasobliwy”, „Zamyślenie”, „Kompozycja”, „Zafrasowanie”, „Ptak” (żeliwo, 1971)[66], „Ptak Duży”, „Postać kobieca, Miria II”
- rzeźba anioła o twarzy przypominającej jego żonę Reginę, umieszczona na własnym grobowcu rodzinnym na cmentarzu Rakowickim w Krakowie[58]

## Odznaczenia i nagrody
Ordery i odznaczenia (w precedencji)
- Krzyż Kawalerski Orderu Odrodzenia Polski (1972)[53][39]
- Złoty Krzyż Zasługi[53]
- Medal „Za udział w wojnie obronnej 1939”[53]
- Medal Komisji Edukacji Narodowej (1976)[90][39]
- Medal Zwycięstwa i Wolności 1945 (1976)[90]
- Medal 10-lecia Polski Ludowej (1955)[39] [91]
- Złota Odznaka Miasta Krakowa (1965)[39] [92]
- Odznaka „Zasłużony Działacz Kultury” (1974)[90]
- Odznaka „Zasłużony dla Sanoka” (1977[51] lub 1980[93])

nagrody i wyróżnienia (chronologicznie)
- wyróżnienie za I Ogólnopolskiej Wystawie Plastyki w Warszawie (1949)[52]
- wyróżnienie za rzeźbę grupową „Czerwony sztandar” (1950)[63]
- wyróżnienie w Ogólnopolskim Konkursie na Pomnik Feliksa Dzierżyńskiego w Warszawie (1950)[94]
- wyróżnienie za Ogólnopolskim Konkursie Rzeźby MDM w Warszawie (1951)[95]
- wyróżnienie w Konkursie Okręgu Krakowskiego ZPAP na pomnik Tadeusza Kościuszki w Kalwarii (1956)[96]
- III nagroda w Ogólnopolskim Konkursie na Pomnik Wdzięczności Armii Radzieckiej w Krakowie (1956, zbiorowo, z żoną Reginą oraz Gondkiem i Krajewskim)[96]
- wyróżnienie w konkursie na pomnik XXX-lecia PRL w Kalwarii (ok. 1956)[69]
- wyróżnienie w Konkursie Okręgu Krakowskiego ZPAP na pomnik XX-lecia PRL (1961)[53]
- I nagroda w konkursie na tablicę 1000-lecia miasta Przemyśla (1961, brąz)[68]
- III nagroda (jedna z trzech) w konkursie na studzienki pod Wawelem w Krakowie (1964)[53]
- II nagroda w konkursie plastycznym na XX-lecie PRL (Sanok, 1964)[45]
- nagroda Ministra Kultury i Sztuki – trzykrotnie (w tym w 1967 za rzeźbę „Komedianci”)[97]
- wyróżnienie w wystawie „Rzeźba Roku” w Krakowie (1967 lub 1968)[97]
- nagroda honorowa w Wystawie Rzeźby na XXV-lecie PRL Okręgu Krakowskiego ZPAP (1969)[98]
- nagroda w Wystawie Rzeźby Plenerowej na XX-lecie Nowej Huty (1969)[99]
- III nagroda w wystawie „Człowiek i Praca w Polsce Ludowej” w Warszawie (1969)[99]
- Medal Budowniczego Parku Przyjaźni Polsko-Radzieckiej (1969)[99]
- wyróżnienie w I Ogólnopolskim Biennale Rzeźby Plenerowej w Warszawie za pracę „Woje” (1969)[100]
- dyplom honorowy ZPAP (1969)[100]
- nagroda I stopnia Ministra Oświaty i Wychowania (1972)[101]
- dyplom uznania Związku Inwalidów Wojennych (1974)[76]
- dyplom uznania dla dzielnicy Krowodrza (1976)[76]